# Sant Julià de Lòria
Sant Julià de Lòria er en mindre by i Andorra med 9.915(2023) indbyggere. Sant Julià de Lòria ligger i den sydlige del af fyrstendømmet og er beliggende i en kommune med samme navn.
Sant Julià de Lòria har flere landsbyer og bydele, deriblandt Bixessarri, Fontaneda, Aixovall, Auvinyà, Juberri, Nagol og Certers.
I landsbyen Aixovall ligger idrætsanlægget Camp d'Esports d'Aixovall.
For turister, der kommer i bil sydfra, er byens kæmpestore indkøbscenter noget af det første man ser, efter at have passeret grænseovergangen fra Spanien. Centret, der hedder River Centre Comercial, ligger vest for hovedlandevejen, der fører til hovedstaden Andorra la Vella.